# Ulrich Robeiri
Ulrich Dimitri Robeiri (Cayena, Guayana Francesa, 26 de octubre de 1982) es un deportista francés que compitió en esgrima, especialista en la modalidad de espada.
Participó en los Juegos Olímpicos de Pekín 2008, obteniendo una medalla de oro en la prueba por equipos (junto con Fabrice Jeannet y Jérôme Jeannet).
Ganó 10 medallas en el Campeonato Mundial de Esgrima entre los años 2003 y 2014, y 5 medallas en el Campeonato Europeo de Esgrima entre los años 2007 y 2015.

## Palmarés internacional
| Juegos Olímpicos   | Juegos Olímpicos        | Juegos Olímpicos  | Juegos Olímpicos   |
| Año                | Lugar                   | Medalla           | Prueba             |
| ------------------ | ----------------------- | ----------------- | ------------------ |
| 2008               | Pekín (China)           | Medalla de oro    | Espada por equipos |
| Campeonato Mundial |                         |                   |                    |
| Año                | Lugar                   | Medalla           | Prueba             |
| 2003               | La Habana (Cuba)        | Medalla de bronce | Espada individual  |
| 2005               | Leipzig (Alemania)      | Medalla de oro    | Espada por equipos |
| 2006               | Turín (Italia)          | Medalla de oro    | Espada por equipos |
| 2007               | San Petersburgo (Rusia) | Medalla de oro    | Espada por equipos |
| 2009               | Antalya (Turquía)       | Medalla de oro    | Espada por equipos |
| 2010               | París (Francia)         | Medalla de oro    | Espada por equipos |
| 2012               | Kiev (Ucrania)          | Medalla de plata  | Espada por equipos |
| 2013               | Budapest (Hungría)      | Medalla de bronce | Espada por equipos |
| 2014               | Kazán (Rusia)           | Medalla de oro    | Espada individual  |
| 2014               | Kazán (Rusia)           | Medalla de oro    | Espada por equipos |
| Campeonato Europeo |                         |                   |                    |
| Año                | Lugar                   | Medalla           | Prueba             |
| 2007               | Gante (Bélgica)         | Medalla de bronce | Espada por equipos |
| 2008               | Kiev (Ucrania)          | Medalla de oro    | Espada por equipos |
| 2009               | Plovdiv (Bulgaria)      | Medalla de plata  | Espada individual  |
| 2013               | Zagreb (Croacia)        | Medalla de bronce | Espada individual  |
| 2015               | Montreux (Suiza)        | Medalla de oro    | Espada por equipos |